# Станчо Ставрев
Станчо Димитров Ставрев е български политик. Той е дългогодишен заместник-кмет на община Тунджа (2008 – 2021), народен представител в XLV народно събрание (2021) и кмет на община Тунджа (2023 - )

## Биография
Станчо Димитров Ставрев е роден на 5 януари 1976 година в град Ямбол.
Висшето си образование е завършил е във Великотърновски университет "Св. св. Кирил и Методий", специалност „Балканистика“.
След завършване на ВТУ през 2001 година, започва професионалното си развитие в община Тунджа, като възпитател в ОУ „Св. св. Кирил и Методий“ село Бояджик. Преподава история в училищата в село Тенево и в село Кукорево.
През 2005 година е директор на ОУ „Неофит Рилски“ село Маломир. От ноември 2005 до 2008 година е директор на ОУ „Христо Ботев“ село Кукорево.

## Политическа кариера
След местните избори през 2007 година е общински съветник в ОбС-Тунджа. Председател на Постоянна комисия „Образование, здравеопазване, социални дейности, култура, вероизповедание, преименувания, спорт, младежки дейности и туризъм“.
През 2008 година е назначен за заместник-кмет на община Тунджа по култура, образование, вероизповедание, здравеопазване, социални и младежки дейности. През 2016 година е удостоен от Национално сдружение на общините на Република България с почетна грамота и плакет „Общинар-реформатор“ за траен принос в развитието на местното самоуправление.
През 2021 година се кандидатира за народен представител от листата на коалиция Коалиция Изправи се! Мутри вън! Печели едно от четирите места в Народното събрание от 31 МИР Ямбол.
Председател на МИГ „Тунджа“ от неговото създаване до избора му за Народен представител.
След като се разпуска народното събрание, Станчо Ставрев започва работа в община Стралджа. Там работи 2 години.

## Местни избори 2023
През 2023 година заедно с много млади хора от община Тунджа създават гражданска инициатива „С Тунджа в сърцето - Рестарт 2023“. Провеждат редица мероприятия – благотворителни концерти, детски празници, състезание с каяци по поречието на река Тунджа, хоротеки и др. Решава да се яви на изборите за местно самоуправление като кандидат за кмет на община Тунджа, с Местна коалиция „България на регионите ( Има такъв народ, ВМРО – Българско национално движение, Левицата!)“.
На проведените избори на 29 октомври 2023 година, коалицията спечелва 7 от 21 места в Общински съвет – Тунджа, а Станчо Ставрев печели 4281 гласа (37.31%), само със 106 гласа по-малко от управляваният 20 години общината Георги Георгиев. На балотажа на 5 ноември 2023 година, Станчо Ставрев печели изборите с 5538 гласа (55,34%), или с 1188 гласа разлика срещу опонента си.
Полага клетва като кмет на община Тунджа на 10 ноември 2023 година.